# Calciatori della nazionale laotiana
In questa lista sono raccolti i calciatori che hanno rappresentato in almeno una partita la Nazionale laotiana.
Statistiche aggiornate al 2 settembre 2020.
| Nome                      | Presenze | Reti | Esordio | Ultima partita |
| ------------------------- | -------- | ---- | ------- | -------------- |
| Maitee Hatsady            | 6        | 0    | 2016    | 2016           |
| Konekham Inthammavong     | 11       | 2    | 2010    | 2011           |
| Phoutthasay Khochalern    | 37       | 1    | 2013    | 2019           |
| Visay Phapouvanin         | 49       | 19   | 2002    | 2013           |
| Manolom Phomsouvanh       | 25       | 2    | 2010    | 2016           |
| Lamnao Singto             | 20       | 6    | 2004    | 2011           |
| Ketsada Souksavanh        | 36       | 3    | 2008    | 2014           |
| Soukaphone Vongchiengkham | 49       | 14   | 2010    | 2019           |
| Chanthaphone Waenvongsoth | 21       | 0    | 2013    | 2019           |
| Phonepadith Xayavong      | 7        | 0    | 1996    | 2000           |